# Orální sex

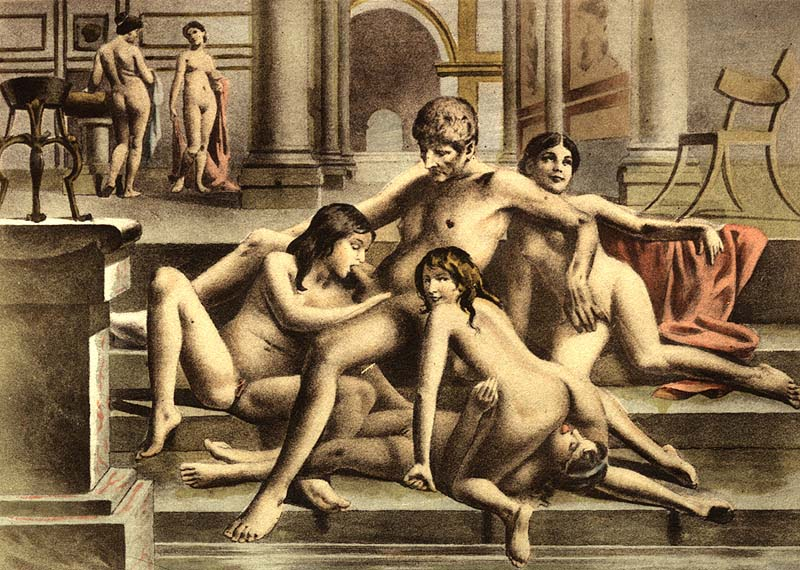
Vyobrazení felace a cunnilingu na ilustraci Édouarda-Henri Avrila

Orální sex je sexuální aktivita, při níž jsou ústy, rty či jazykem stimulovány pohlavní orgány muže nebo ženy. Jde o tzv. orálně-genitální styk, který často slouží jako milostná předehra pro styk genitální, případně anální. Pro stimulaci penisu se také užívá označení felace nebo lidově kouření či kuřba. Pro stimulaci ženských pohlavních orgánů, klitorisu, vulvy a pochvy, se užívá názvu cunnilingus (z latinského cunnus – vulva, lingere – lízat). Specifickým druhem orálního sexu je anilingus, při němž je jazykem, rty či ústy stimulována oblast řitního otvoru.
Stejně jako u jiných sexuálních praktik, i u orálního sexu je třeba mezi partnery vytvořit soulad opakováním této techniky, aby se zvýšilo uspokojení z prožitku. Podle statistik sexuologů orální sex provozuje 75–80 % dospělých osob. Někteří muži po ženách vyžadují po orálním sexu i polykání spermatu, ačkoliv to některé ženy odmítají. Jiné ženy polykání spermatu provádějí.

## Chuť, hygiena a zdraví
Podle dostupných informací ženské pohlavní orgány mohou chutnat různě a chuť spermatu lze upravit vhodnou stravou. Nepříjemnou chuť spermatu nebo zápach pochvy obvykle způsobuje choroba (kvasinky nebo urologický problém). K omývání ženských genitálií jsou prodávána speciální mýdla s vhodně kyselým pH, bez vůní. Lesbické ženy pro příjemnou chuť pochvy doporučují místo chemických vitamínů používat bylinky, nejíst červené maso a dobře se mýt. I při orálním sexu je doporučováno použít sliny, protože suchý jazyk může vyvolávat nepříjemné místo příjemných pocitů. Podobně je tomu u špatně oholené tváře muže, která může nepříjemně dráždit nebo odřít. Při orálním sexu je častým problémem křeč v jazyku. Pak nezbývá, než pokračovat v dráždění prsty, nebo používat sexuální pomůcky.
Pro příjemnější orální sex se u žen doporučuje omezení ochlupení zastřižením nebo holením. Některým partnerům orální sex během menstruace nevadí, jiní vyčkávají na konec menstruace. Během menstruace je vyšší pravděpodobnost přenosu infekce.
Při orálním sexu je ze zdravotních důvodů naprosto zakázáno foukání do pochvy, ohrožuje život ženy.
Během orálního sexu podobně jako u pohlavního styku existuje možnost nákazy sexuálně přenosnými chorobami, a to jak při felaci, tak při cunnilingu. Mezi častější rizika se řadí kapavka, syfilis a infekce virem herpes simplex. Mezi méně častá patří chlamydióza, HIV, hepatitida typu A, B či C, genitální bradavice, infekce lidským papilomavirem, či vší muňkou. Taktéž stojí za zvýšeným výskytem některých typů rakoviny.
Partner, který provádí orální sex aktivně, je přitom ve větším nebezpečí než ten pasivní. Dříve se orální sex řadil mezi bezpečný sex, v poslední době se začíná od tohoto zařazení upouštět, i když vědecká obec je stále rozpolcena v názoru.